# Diouc Koma

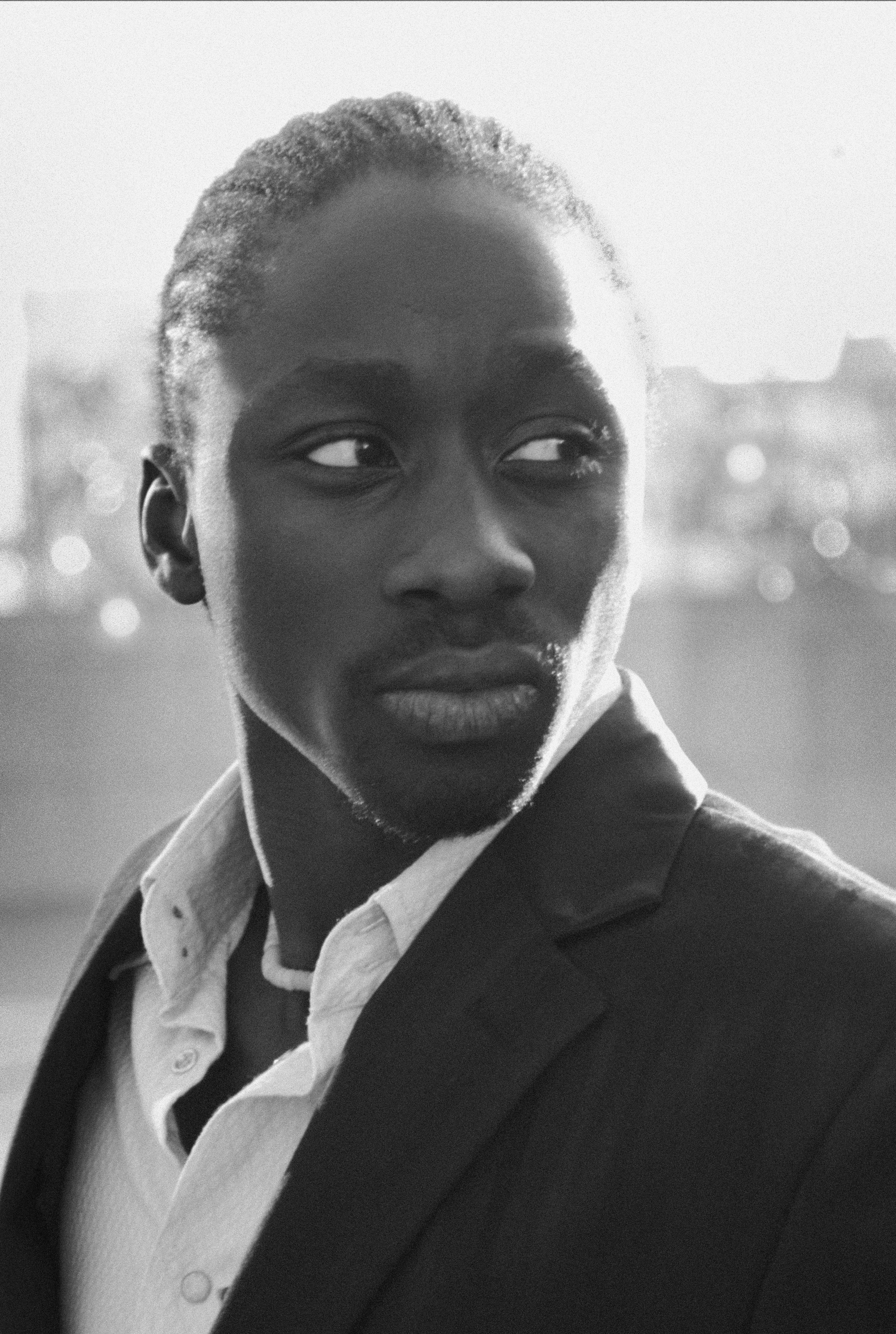
Diouc Koma, Paris 2007

Dioucounda Koma, Künstlername Diouc Koma (geb. 30. August 1980 in Bamako) ist ein französisch-malischer Schauspieler und Drehbuchautor.
Er ist auch spezialisiert auf Synchronisation und ist die reguläre französische Stimme von John Boyega, Brandon T. Jackson, Corey Hawkins, Donald Glover, Jessie Usher und Michael B. Jordan.

## Leben
Seine Eltern verließen Mali, als er sehr jung war. Nach einigen Jahren in Paris zog die Familie nach Antony. Mit 13 Jahren ging er auf eigene Faust zu einer Castingagentur. Zwei Jahre später hatte er seine erste Rolle in Gérard Lauziers „Le Plus Beau Métier du monde“ („Der schönste Beruf der Welt“) an der Seite von Gérard Depardieu.
Anschließend absolvierte er eine Ausbildung am Conservatoire d’art dramatique im 10. Arrondissement von Paris und arbeitete parallel dazu für das Fernsehen (Navarro, Julie Lescaut, Homicides, Les Monos, Fatou la Malienne). Dann war er mit seiner Arbeit als Schauspieler beschäftigt und brach sein Studium auf dem Bac Pro-Niveau ab. Nach einer langen Reihe kleinerer Rollen, vor allem im Kino für Michael Haneke, Rachid Bouchareb und Jan Kounen, wurde er 2007 für eine wiederkehrende Rolle als Polizist in der Serie Flics engagiert, einer von Olivier Marchal für TF1 geschaffenen Polizeiserie zusammen mit Frédéric Diefenthal. Aufsehen erregte er in dem Film „Un homme qui crie“ („Ein Mann der schreit/weint“). von Mahamat Saleh Haroun, welcher beim Festival de Cannes 2010 den Jury-Preis errang. Koma spielte ein der zwei Hauptrollen zusammen mit Youssouf Djaoro. 2012 war er am Drehbuchschreiben für den Film La Cité rose von Julien Abraham beteiligt, der von UGC vertrieben und im Frühjahr 2013 landesweit veröffentlicht wurde.
Er stand in Shakespeare-Stücken im Théâtre de Nice, sowie in L’origine du monde („Der Ursprung der Welt“) im Théâtre du Rond-Point in einer Inszenierung von Jean-Michel Ribes auf der Bühne. 2014 spielte er in Brüssel die emblematische Figur des Patrice Lumumba in De Mémoire de Papillon, einem Stück von Philippe Beheydt und Stéphanie Mangez.
Seit 2001 wirkte er an zahlreichen Synchronisationen mit und lieh Figuren in amerikanischen Serien und Hollywoodfilmen seine Stimme. Außerdem wirkte er an Hörspielen für France Culture und France Inter mit.
Sein Bruder Ibrahim Koma ist Comedian.

## Rollen
- 2001: Ruy Blas, Victor Hugo. Inszenierung von Brigitte Jaques-Wajeman, Comédie-Française (Wiederholungen 2002 und 2003)
- 2003: Roméo et Juliette, William Shakespeare. Inszenierung von Jean-Louis Bihoreau, Conservatoire du Xe arrondissement de Paris.
- 2003: Ein Sommernachtstraum (Le Songe d’une nuit d’été I & II), William Shakespeare. Inszenierung von Krzysztof Warlikowski, Théâtre national de Nice
- 2013: L’Origine du monde, Sébastien Thiéry. Inszenierung von Jean-Michel Ribes, Théâtre du Rond-Point
- 2014: De mémoire de papillon, Philippe Beheydt und Stéphanie Mangez. Inszenierung von Philippe Beheydt, Comédie Claude Volter (Belgien)
- 2022: Mon pays, ma peau, Antjie Krog. Inszenierung Lisa Schuster, Théâtre du Lucernaire

## Filmographie
| Kino Langfilme 1996: Le Plus Beau Métier du monde (Der schönste Beruf der Welt). Gérard Lauzier : Schüler 1998: Le Sourire du clown (Das Lächeln des Clowns). Éric Besnard : Morad 2000: La Valse des gros derrières (Der Walzer der dicken Hintern). Jean Odoutan : Studentendichter 2001: Frontières (Grenzen). Mostefa Djadjam : Kadirou 2002: Comme on se re-joint (Als wir wieder zusammenkamen). Ona Lu Yenké 2002: Paris selon Moussa (Paris nach Moussa). Cheik Doukouré 2003: No Way (Kein Weg). Owell A. Brown 2005: Caché . Michael Haneke : Radfahrer 2005: Après l’océan . Éliane de Latour : Zoom 2006: Indigènes . Rachid Bouchareb : Touré 2006: Dans les cordes (In den Seilen). Magaly Richard-Serrano : Abdou 2006: 9 impact . Ona Lu Yenké 2007: 99 francs . Jan Kounen : Bastard Nr. 2 2010: Un homme qui crie (Ein Mann der Schreit). Mahamat Saleh Haroun : Abdel Ousmane 2012: La Cité rose (Die rosarot Stadt). Julien Abraham : Cheveux 2012: Kanyamakan (كان يا مكان ‎ ). Said C. Naciri : Cassius 2014: Brèves de comptoir (Kurzgeschichten aus der Bar). Jean-Michel Ribes : Dakar 2015: Pourquoi j’ai pas mangé mon père (Warum ich meinen Vater nicht gegessen habe). Jamel Debbouze : Vania 2016: Comment j’ai rencontré mon père (Wie ich meinen Vater kennenlernte). Maxime Motte : Kwabéna 2017: La Villa . Robert Guédiguian : Soldat 2019: Qui m’aime me suive! (Wer mich liebt, der folge mir!). José Alcala : Harold 2019: Gloria Mundi . Robert Guédiguian : Jackie 2022: Twist à Bamako . Robert Guédiguian : Namori Kurzfilme 1999: Légende d’Afrique. Sébastien Baulac 2000: Balafola. Mohammed Camara 2001: K-Roof. Romain Berthomieu : Radar 2003: La Faucheuse (Der Sensenmann). Patrick Timsit , Vincenzo Marano : Stéphane 2007: L’affront. Virak Thun : Diouc 2007: Gourgou. Sacha Chelli 2008: Le Quota. Pascal Jaubert : Der Schwarze 2009: Citizen Hero. Christophe Perie: Dylan 2010: Chronique de l’Afrique sauvage. Issam Mathlouti : Kumpel 2011: Bien au-delà (Weit darüber hinaus) Julien Allary : Steve 2012: Les samaritains. (Die Samariter) Hervé N’Kashama : Bastien 2016: Jules. Ingrid Lanzenberg 2016: The Coup. K. Michel Parandi : Ti-Paul 2017: Sur un AirBnb. Zazon Castro | - 2009: La Cité rose. Julien Abraham; mit Jimmy Laporal-Trésor und Julien Abraham - 2001: Fatou la Malienne. Daniel Vigne: Sidi - 2001: Passage du bac. David Pharao: Cassius - 2002: Qui mange quoi? (Wer isst was?). Jean-Paul Lilienfeld: Alfred - 2002: K-Roof. Romain Berthomieu: Radar - 2003: Fatou, l’espoir. Daniel Vigne: Didi - 2005: 3 jours en juin (Drei Tage im Juni). Philippe Venault: Samboura - 2007: L’Embrasement (Die Glut). Philippe Triboit: Siyaka - 2008: Sexe, gombo et beurre salé (Sex, Okra und gesalzene Butter) Mahamat Saleh Haroun: Dani - 2008: Baptêmes du feu (Feuertaufen). Philippe Venault: Alex - 2011: 1, 2, 3, voleurs (1, 2, 3, Diebe). Gilles Mimouni: Idriss - 2017: Bienvenue à Nimbao (Willkommen in Nimbao). Philippe Lefebvre: Koyabi |

## Synchronisation
| Kino Filme John Boyega in 11 Filmen: Imperial Dreams (2014 [ 5 ] ): Bambi Star Wars: Das Erwachen der Macht (2015): Finn The Circle (2017): Ty Lafitte / Kalden Detroit (2017): Melvin Dismukes Star Wars: Die letzten Jedi (2017): Finn Pacific Rim Uprising (2018): Jake Pentecost Star Wars: Der Aufstieg Skywalkers (2019): Finn Naked Singularity (2021): Casi The Woman King (2022): König Ghézo Breaking (2022): le caporal Brian Brown-Easley They Cloned Tyrone (2023): Fontaine / Tyrone Lil Rel Howery in 11 Filmen: Mad Families (2017): Ron Ron Brittany Runs a Marathon (2019): Demetrius The Photograph (2020): Kyle Fatherhood (2021): Jordan Free Guy (2021): Buddy Vacation Friends (2021): Marcus Tiefe Wasser (2022): Nash Hall Bromates (2022): Jonesie Vacation Friends 2 (2023): Marcus Dashing Through the Snow (2023): Nick Harold und die Zauberkreide (2024): Élan Corey Hawkins in 9 Filmen: Iron Man 3 (2013): Operator der Navy Straight Outta Compton (2015): Dr. Dre Kong: Skull Island (2017): Houston Brooks BlacKkKlansman (2018): Stokely Carmichael 6 Underground (2019): Blayne / «Sept», Sniper Georgetown (2019): Daniel Volker In the Heights (2021): Benny Macbeth (2021): Macduff Die letzte Fahrt der Demeter (2023): Clemens, Arzt Brandon T. Jackson in 6 Filmen: Roll Bounce (2005): Junior Tropic Thunder (2008): Alpa Chino Percy Jackson – Diebe im Olymp (2010): Grover Underwood Big Mama’s Haus – Die doppelte Portion (2011): Trent Pierce / Charmaine Daisy Pierce Percy Jackson – Im Bann des Zyklopen (2013): Grover Underwood Get a Job (2016): Luke Jessie Usher in 6 Filmen: When the Game Stands Tall (2014): Tayshon Lanear Independence Day: Wiederkehr (2016): Dylan Hiller Almost Christmas (2016): Evan Shaft (2019): John «J. J.» Shaft Jr. The Banker (2020): Tony Jackson Dangerous Lies (2020): Adam Kettner RJ Cyler in 5 Filmen: Ich und Earl und das Mädchen (2015): Earl Power Rangers (2017): William «Billy» Cranston / Ranger Bleu The Harder They Fall (2021): James «Jim» Beckwourth Emergency (2022): Sean The Book of Clarence (2024): Elijah Barkhad Abdi in 4 Filmen: Captain Phillips (2013): Abduwali Muse Eye in the Sky (2015): Jama Farah Der Spion und sein Bruder (2016): Tabansi Nyagura Die unglaubliche Reise des Fakirs, der in einem Kleiderschrank feststeckte (2018): Wiraj Donald Glover in 4 Filmen: Lazarus Effect (2015): Niko Magic Mike XXL (2015): André Der Marsianer – Rettet Mark Watney (2015): Rich Purnell Spider-Man: Homecoming (2017): Aaron Davis Lamorne Morris in 4 Filmen: Game Night (2018): Kevin The Christmas Chronicles (2018): Offizier Jameson Bloodshot (2020): Wilfred Wigans Desperados (2020): Sean Shawn Wayans in: White Chicks (2004): Kevin Copeland Little Man (2006): Shawn Dance Flick – Der allerletzte Tanzfilm (2009): Vater Bow Wow in: The Fast and the Furious: Tokyo Drift (2006): Twinkie Fast & Furious 7 (2015): Twinkie Fast & Furious 9 (2021): Twinkie Kid Cudi in: Need for Speed (2014): Benny Entourage (2015): Allen Don’t Look Up (2021): DJ Chello Clifford Joseph « T.I. » Harris Jr. in: Entourage (2015): T.I. Der Knastcoach (2015): Russell Cut Throat City (2020): Lorenzo «Cousin» Bass Ashton Sanders in: The Equalizer 2 (2018): Miles Captive State (2019): Gabriel Drummond Native Son (2019): Bigger «Big» Thomas Jermaine Fowler in: Der Prinz aus Zamunda 2 (2021): Lavelle Joffer Am I OK? (2022): Danny Jusqu’à l’usure (2023): James Tory Kittles in: Next (2007): Cavanaugh Le Caméléon (2010): Dan Price Kevin Hart in: Fast verheiratet (2012): Doug Top Five (2014): Charles Marlon Wayans in: Ghost Movie (2013): Malcolm Johnson Respect (2021): Ted White Marc John Jefferies in: Brotherly Love (2015): Bunch Nerve (2016): Wes Marque Richardson in: Dear White People (2014): Reggie Step Sisters (2018): Kevin John Legend in: La La Land (2016): Keith Between Two Ferns: The Movie (2019): John Legend Cle Shaheed Sloan in: Bright (2017): Mike The Tax Collector (2020): Bone Darrell Britt-Gibson in: Three Billboards Outside Ebbing, Missouri (2018): Jérôme Silk Road – Gebieter des Darknets (2021): Rayford Michael B. Jordan in: Black Panther (2018): N’Jadaka / Erik Killmonger Black Panther: Wakanda Forever (2022): N’Jadaka / Erik Killmonger Lakeith Stanfield in: Verschwörung : Ed Needham Geistervilla : Ben Matthias Aml Ameen in: Inside Man: Most Wanted (2019): Remy Darbonne Rustin : Martin Luther King Jr. Byron Bowers in: No Sudden Move (2021): Maurice KIMI (2022): Terry Hugues Sinqua Walls in: Resort to Love (2021): Caleb King White Men Can’t Jump (2023): Kamal Allen | - 1981: Student Bodies (13 Morts et demi) - 1998: Spike Lee’s Spiel des Lebens: «Big Time» Willie (Roger Guenveur Smith) - 2000: Leprechaun: In the Hood: Stray Bullet (Rashaan Nall) - 2002: Die Straßen Harlems: Alpo Martinez Rico (Cam’ron) - 2004: Spartan: Curtis (Derek Luke) - 2004: Fat Albert: Bill (Keith Robinson) - 2005: House of Wax: Blake (Robert Ri’chard) - 2005: xXx 2 – The Next Level - 2008: Buffalo Soldiers ’44 – Das Wunder von St. Anna: Sergeant Bishop Cummings (Michael Ealy) - 2008: Leg dich nicht mit Zohan an: Taxifahrer (Chris Rock) - 2008: Step Up to the Streets: DJ Sand (J-Boog) - 2008: Mamma Mia!: Pepper (Philip Michael) - 2008: Eagle Eye – Außer Kontrolle - 2009: Freitag der 13.: Lawrence (Arlen Escarpeta) - 2009: Harry Brown: Carl (Jamie Downey) - 2009: Die Bienenhüterin: Zach Taylor (Tristan Wilds) - 2009: Transformers – Die Rache: Sharsky (Walker Howard) - 2009: Fame: Malik Washburn (Collins Pennie) - 2009: Nachts im Museum 2: Pilot der Tuskegee Airmen (Keith Powell) - 2010: Step Up 3D: Jacob (Keith Stallworth) - 2010: Tron: Legacy: Das nervöse Programm (Christopher Logan) - 2011: World Invasion: Battle Los Angeles: Korporal Kevin Harris (Ne-Yo) - 2011: Der perfekte Ex: Tom Piper (Anthony Mackie) - 2011: Attack the Block: «Wolkenkratzer» (Jumayn Hunter) - 2011: Ein Cop mit dunkler Vergangenheit – The Son of No One: Vincent «Vinnie» Carter jeune (Brian Gilbert) - 2012: Arbitrage: Jimmy Grant (Nate Parker) - 2012: Der Hauptmann von Nakara: Muntu (Bernard Safari) - 2013: Taffe Mädels: Rojas (Spoken Reasons) - 2013: Kick-Ass 2: Dr. Gravity (Donald Faison) - 2013: The Counselor: Tony (Toby Kebbell) - 2013: Elysium: Sandro (Jose Pablo Cantillo) - 2013: Texas Chainsaw 3D: Ryan (Trey Songz) - 2013: Hangover 3: Doug noir (Mike Epps) - 2013: Battle of the Year: Rooster (Chris Brown) - 2014: Snow in Paradise: Amjad (Ashley Shin) - 2014: RoboCop: Jerry White (Jordan Johnson-Hinds) - 2014: Winter’s Tale: Cecil Mature (Maurice Jones) - 2014: Blackout total: Scrilla (Lawrence Gilliard, Jr.) - 2014: The Purge: Anarchy: zusätzliche Stimmen - 2014: The Rover: Caleb (Tawanda Manyimo) - 2015: Die Trauzeugen AG: Reggie / Drysdale (Affion Crockett) - 2015: Bad Asses on the Bayou: Geoffrey (Sammi Rotibi) - 2015: The Revenant: Hawk (Forrest Goodluck) - 2015: Chocolate City: Chris McCoy (DeRay Davis) - 2015: Spy: 50 Cent - 2016: Elvis & Nixon: Mack (Kamal Angelo Bolden) - 2016: Dirty Grandpa: Bradley (Jeffrey Bowyer-Chapman) - 2016: Blair Witch: Peter (Brandon Scott) - 2016: Popstar: Never Stop Never Stopping: Nas - 2016: Das Jerico Projekt: Eskorte (Mens-Sana Tamakloe) - 2016: Money Monster: Moshe Mambo (Makhaola Ndebele) - 2016: Snowden: Wächter (Eric Kofi-Abrefa) - 2016: Paterson: Everett (William Jackson Harper) - 2016: Zeit für Legenden: Mel Walker (Moe Jeudy-Lamour) - 2016: Doctor Strange: Physiotherapeut (Kobna Holdbrook-Smith) - 2016: Kicks: Cameron (Just N. Time) - 2016: Bibi & Tina: Mädchen gegen Jungs: Ndougo (Sylvain Mabe) - 2017: What Happened to Monday?: Eddie (Adetomiwa Edun) - 2017: Rings: Jamal (Patrick R. Walker) - 2017: Ghost in the Shell: Ishikawa (Lasarus Ratuere) - 2017: Abgang mit Stil: Keith (Kenan Thompson) - 2017: Baywatch: Dave (Hannibal Buress) - 2017: Transformers: The Last Knight: Nitro Zeus (John DiMaggio) - 2017: Jigsaw: Mitch (Mandela Van Peebles) - 2017: Pitch Perfect 3: Zeke (Troy Ian Hall) - 2017: Wonder: Justin (Nadji Jeter) - 2017: The Forgiven: Mogomat (Osbert Solomons) - 2018: Three Billboards Outside Ebbing, Missouri: Medizinischer Helfer (Wallace Sexton) - 2018: The Cloverfield Paradox: Michael (Roger Davies) - 2018: Unsane – Ausgeliefert: Nate Hoffman (Jay Pharoah) - 2018: Game Over, Man!: Shaggy - 2018: Rampage – Big Meets Bigger: Taylor (Bruce Blackshear) - 2018: The First Purge: Skeletor (Rotimi Paul) - 2018: The After Party: Bernard (Jordan Rock) - 2018: Yardie: Darkers (Duramaney Kamara) - 2018: Super Troopers 2: Wagner (Damon Wayans Jr.) - 2019: High Flying Bird: Erick Scott (Melvin Gregg) - 2019: The Trap: Larry (Kelly Walker - K. Dubb) - 2019: Rocketman: Wilson (Jason Pennycooke) - 2019: Beats: Mister Ford (Dave East) - 2019: Der König der Löwen: Kamari (Keegan-Michael Key) - 2019: Christmas in the Wild: Jonathan (Fezile Mpela) - 2019: Motherless Brooklyn: Junger Mann (Yinka Adeboyeku) - 2019: 21 Bridges: Michael Trujillo (Stephan James) - 2019: Harriet – Der Weg in die Freiheit: John Tubman (Zackary Momoh) - 2019: Queen & Slim: Kautionsjäger (Bertrand E. Boyd II) - 2020: Just Mercy: Henry Davis (J. Alphonse Nicholson) und ein Inhaftierter (Robert Caston) - 2020: Die fantastische Reise des Dr. Dolittle: Fleming das Eichhörnchen (Craig Robinson) - 2020: The Boys in the Band: Emory (Robin de Jesús) - 2020: Òlòtūré: Chucks (Ikechukwu Onunaku) - 2020: Vampires vs. the Bronx: Henny (Jeremie Harris) - 2020: Safety: Ray (Jay Reeves) - 2020: Sylvie’s Love: Robert (Nnamdi Asomugha) - 2020: Concrete Cowboy: Paris (Jamil Prattis) - 2020: Wander Darkly: Gary (Lamont Thompson) - 2020: Fatale: Tyrin Abenathy (Tyrin Turner) - 2020: Come Play: Calarco (Dalmar Abuzeid) - 2020: Renn, Liebling, Renn: Norlon (Lamar Johnson) - 2021: Cruella: Der französische Wächter von Ipswich Manor (Joey Akubeze) und der Wachmann (Trevor Laird) - 2021: The United States vs. Billie Holiday: Lester Young (Tyler James Williams) - 2021: Saw: Spiral: Inspektor Drury (K. C. Collins) - 2021: Just Say Yes: Bilal (Josylvio - Joost Theo Sylvio Yussef Abdelgalil Dowib) - 2021: Boogie: Patrick (Charlamagne tha God) - 2021: Beckett: Beckett (John David Washington) - 2021: Hypnotic: Scott (Luc Roderique) - 2021: Matrix Resurrections: Sequoia «Seek» (Toby Onwumere) - 2021: Don’t Look Up: Captaine Robinson (Sam Zephir) - 2021: House of Gucci: Daniel, Portier - 2022: The Batman: Verkehrspolizist (Marcus Onilude) und mürrischer Polizist (Ed Kear) - 2022: Phantastische Tierwesen: Dumbledores Geheimnisse: Zabini (Paul Low-Hang) - 2022: Elvis: B. B. King (Kelvin Harrison Jr.) - 2022: Rise: Thanasis Antetokounmpo (Ral Agada) - 2022: Empire of Light: Stephen Murray (Micheal Ward) - 2023: Ant-Man and the Wasp: Quantumania: Kang the Conqueror (Jonathan Majors) - 2023: Rye Lane: Dom (David Jonsson) - 2023: Mighty Morphin Power Rangers: Once and Always: Zachary «Zack» Taylor / Black Ranger (Walter Emanuel Jones) - 2023: Krieg der Bestatter: Reggie Douglas (Dorian Missick) - 2023: Poor Things: Harry Astley (Jerrod Carmichael) - 2023: Carga Maxima: Danilo (Raphael Logam) - 2023: The Kitchen: Izi (Kano) - 2023: Wo die Lüge hinfällt: Pete (GaTa) - 2023: Amerikanische Fiktion: Van Go Jenkins (Okieriete Onaodowan) - 2023: Puppy Love: Sid (Nore Davis) - 2024: The Underdoggs: Kareem (Mike Epps) - 2024: Players: Adam (Damon Wayans Jr.) - 2024: The Beautiful Game: Jason (Sheyi Cole) - 2024: The Fall Guy: Doone (Matuse) | - 2006: Monster House: Detektiv Lister (Nick Cannon) - 2007: Ratatouille: Lalo - 2008: Igor: Carl Cristal (Arsenio Hall) - 2008: Madagascar 2: zusätzliche Stimmen - 2011: The Prodigies: Harry - 2013: Aya de Yopougon: John Pololo - 2018: Lego DC Comics Super Heroes: The Flash: Firestorm - 2018: Sherlock Gnomes: Ronnie - 2018: Chaos im Netz: McNeely (Jaboukie Young-White) - 2020: Fearless: DJ (Fat Joe) - 2020: Trolls World Tour: Prinz D - 2020: The Lego Star Wars Holiday Special: Finn - 2020: Soul: Curley (Questlove) - 2021: Die Mitchells gegen die Maschinen: Mark Bowman (Eric André) - 2021: Seal Team: Quinn (Jessie Usher) - 2021: Riverdance: The Animated Adventure: Benny (Jermaine Fowler) - 2022: Lego Star Wars: Summer Vacation: Finn - 2022: Entergalactic: Jabari (Kid Cudi) - 2023: Spider-Man: Across the Spider-Verse: le Rôdeur (Donald Glover) - 2023: Trolls Band Together: Prinz D |

### Fernsehen
| - Viv Leacock in: - Hailey Dean Mysteries (Petits meurtres et confidences, 2016): Fincher Garland - Hailey Dean Mysteries: rendez-vous meurtrier (2017): Fincher Garland - Hailey Dean Mysteries: mystérieuse disparition (2017): Fincher Garland - Love Beats Rhymes (2017): Derek - Hailey Dean Mysteries: l'art du meurtre (2018): Fincher Garland - Peggy Sue Thomas, la scandaleuse (2021): Leutnant Steadman - Ensemble à tout prix (2021): Harry - Jaleel White in: - Santa Con (2014): Paul Greenberg - La mariée a disparu (2019): Dwayne - Sawandi Wilson in: - Second coup de foudre à Noël (2017): Mac - Ma famille sous surveillance (2018): Eric Messer | - 2010: Camp Rock 2: The Final Jam: Luke Williams (Matthew «Mdot» Finley) - 2012: L’amour en 8 leçons: Willie Taylor (Panou) - 2013: Soirée filles: James (Micah Balfour) - 2014: Drumline: A New Beat: Devon Miles (Nick Cannon) - 2016: Bibi und Tina: Mädchen gegen Jungs: Ndougo (Sylvain Mabe) - 2017: 10 rendez-vous pour séduire: Dante (Brandon T. Jackson) - 2017: Qu’est-il arrivé à ma fille?: Offizier Daniel Pope (Todd Anthony) - 2018: Le livre de Noël: Aaron (Stefan Keyes) - 2018: On s’était dit rendez-vous... à Noël: Ben (Jarod Joseph) - 2018: Nuits blanches à Noël: Josh Wright (Charles Michael Davis) - 2019: Kevin Hart’s Guide to Black History: Henry «Box» Brown (Lil Rel Howery), Robert Johnson (Christopher Mychael Watson), Erzähler - 2020: Unbreakable Kimmy Schmidt: Kimmy contre le révérend: Titus Andromedon (Tituss Burgess) - 2020: Un associé à croquer: Zachary (Eugene Baffoe) - 2020: Moi, Kamiyah, enlevée à la naissance: Swerve (Kareem Tristan Alleyne) - 2020: La Fabuleuse histoire des sœurs Clark: John (Ronnie Rowe) - 2021: Meilleurs vœux de Lagos: Tony Torpedo (Lateef Adedimeji) - 2021: Ma sulfureuse meilleure amie: Taz (Brandon A. McCall) - 2022: Le Monstre de Davenwood: Jamie Nelson (Jaime M. Callica) - Malcolm Goodwin in 5 Serien: - Breakout Kings (2011–2012): Sean «Shea» Daniels (23 Episoden) - Bones (2013): CC Creach (Saison 9, Episode 8) - iZombie (2015–2019): Clive Babineaux (71 Episoden) - Projet Blue Book (2019): Thomas Mann (Saison 1, Episode 9) - Bull (2019): Eddie Mitchell (Saison 4, Episode 3) - Kendrick Sampson in 5 Serien: - Vampire Diaries (2013): Jesse (Saison 5) - Gracepoint (2014): Dean Iverson - Murder (2015–2016): Caleb Hapstall (Saison 2) - Supernatural: (2016–2017): Max Banes (Saison 12, Episoden 6 & 20) - Flash (2017–2018): Dominic Lanse / Brainstorm (Saison 4) - Nathan Stewart-Jarrett in 5 Serien: - Famous in Love (2017): Barrett Hopper (Saison 1) - Dracula (2020): Adisa - Soulmates (2020): Jonah (Episode 4) - Culprits (2023): Muscle / Joe Petrus (8 Episoden) - Black Doves (2024): Zach - Charles Michael Davis in 4 Serien: - Switched (2011): Liam Lupo (Saison 1) - Grey’s Anatomy (2013): Dr. Jason Myers (Saison 9) - Chicago Police Department (2019): Blair Williams (Saison 6) - For the People (2019): Ted (Saison 2) - Gary Carr in 4 Serien: - Meurtres au paradis (2011–2014): Sergeant Fidel Best (24 Episoden) - The Deuce (2017–2019): C.C (18 Episoden) - Modern Love (2019): Jeff (Saison 1, Episoden 3 & 8) - Périphériques, les mondes de Flynne (2022): Wilf Netherton (8 Episoden) - Aaron Pierre ins 4 Serien: - Prime Suspect 1973 (2017): Terrence O’Duncie - The A Word (2017): James Thorne (Saison 2, Episoden 1 & 2) - Britannia (2017–2018): Antonius (Saison 1) - Krypton (2018–2019): Dev-Em (20 Episoden) - Lawrence Gilliard Jr.: - The Beast (2009): Raymond «Ray» Beaumont (10 Episoden) - American Wives (2012): Marcus Williams (Saison 6) - The Good Wife (2015): Ken Boxer Jr. (Saison 6, Episode 19) - Johnny Ray Gill: - Rectify (2013–2016): Kerwin Whitman (7 Episoden) - BrainDead (2016): Gustav Triplett (10 Episoden) - Cross (2024): Bobby Trey - Luc Roderique: - Flash (2015): Jason Rusch (Saison 1, Episode 10) - Siren (2019): Ian Sutton (10 Episoden) - Motherland: Fort Salem (2021–2022): Sterling Woodlot (11 Episoden) - Barkhad Abdi: - Hawaii 5-0 (2015): Roko Makoni (Saison 5, Episode 15) - Castle Rock (2019): Abdi Howlwadaag (Saison 2) - The Curse (2023): Abshir - Marque Richardson: - Dear White People (2017–2021): Reggie Green (38 Episoden) - Tell Me Your Secrets (2021): Tom Johnston (10 Episoden) - Unprisoned (2023): Mal Kennedy - Tyler James Williams: - A Black Lady Sketch Show (2019): Detric / Rome (Saison 1, Episode 4; Saison 2, Episode 6) - Abbott Elementary (seit 2021): Gregory Eddie - La Folle Histoire du monde 2 (2023): Mason Dixon - Jessie Usher: - The Boys (seit 2019): Reggie «A-Train» Franklin - Tales of the Walking Dead (2022): Davon (Episode 5) - Gen V (2023): Reggie «A-Train» Franklin (Saison 1, Episode 1) - Walter Fauntleroy: - Les Feux de l’amour (2011): Nathan «Nate» Hastings Jr. #2 (5 Episoden) - Pearson (2019): Kevin Dawson (5 Episoden) - Octavius J. Johnson: - Ray Donovan (2013–2014): Marvin Gaye Washington (11 Episoden) - Scorpion (2015): Nate (Saison 1, Episode 13) - Corey Hawkins: - The Walking Dead (2015–2016): Heath (6 Episoden) - 24 Heures: Legacy (2016–2017): Eric Carter (13 Episoden) - Ivanno Jeremiah: - Humans (2015–2018): Max (23 Episoden) - Lockwood and Co. (2023): Inspektor Barnes - Tituss Burgess - Unbreakable Kimmy Schmidt (2015–2020): Titus Andromedon (52 Episoden) - En coulisse avec Julie (2017): T. Burgess (Episoden 11 & 13) - Lovensky Jean-Baptiste: - Mad Dogs (2016): Jack (Episode 7) - StartUp (2016): Jey-Jey (Saison 1) - Daniel J. Watts: - Blindspot (2016): Freddy - Vinyl (2016): Hannibal - Dalmar Abuzeid: - Shoot the Messenger (2016): Khaalif Suleman (Episoden 1–5) - Condor (2018): Caleb Wolfe (Saison 1) - Mike Wade: - Timeless (2016): Nicholas Biddle (Saison 1, Episode 2) - Jupiter’s Legacy (2021): Fitz Small (8 Episoden) - Donald Glover: - Atlanta (2016–2022): Earnest «Earn» Marks (38 Episoden) - Mr. et Mrs. Smith (2024): John Smith - Phillip Garcia: - Esprits criminels (2017): Luis Delgado (Saison 2, Episoden 15–17) - Grey's Anatomy : Station 19 (2019) : Nate (saison 2, épisode 16) - RJ Cyler: - Black Lightning (2018–2019): Todd Green (Saison 2) - Rap Sh!t (seit 2022): Lamont Diggs - LeRoy McClain: - La Fabuleuse Madame Maisel (2018–2022): Shy Baldwin (11 Episoden) - Blue Bloods (2019): Sam Terhune (Saison 10, Episode 8) - Quentin Plair: - Good Doctor (2019): Andre Fields (Saison 3, Episode 6) - Tiny Beautiful Things (2023): Danny Kinkade - Lil Rel Howery: - Earth to Ned (2020): Lil Rel Howery (Episode 4) - Poker Face (2023): Taffy Boyle (Saison 1, Episode 3) - Luke James: - The Chi (seit 2020): Victor «Trig» Taylor - Eux (2024): Edmund Gaines (Saison 2) - Lancelot Ncube: - Normal People (2020): Lukas (Saison 1, Episode 9) - Ronja Rövardotter (2024): Tjegge - Peyton Alex Smith: - All American (2021): Damons Sims (Saison 3, Episode 17) - All American: Homecoming (seit 2022): Damons Sims - K. C. Collins: - Pretty Hard Cases (2022): Inspektor Len Grierson (Saison 2) - The Cleaning Lady (2022): Tyler Jefferson (Saison 2) - Karl Collins: - Magpie Murders (2022): Jack Whiteley (4 Episoden) - Trying (2022): Noah (Saison 3) | - 2001–2004: Ma famille d’abord: John (Damon Wayans Jr.) (8 Episoden) - 2006–2008: The Shield: Moses (L. Michael Burt) (5 Episoden) - 2007: Heroes: Tuko (Adetokumboh M’Cormack) (Saison 2) - 2008: Robin des Bois: Schmied (Geff Francis) (Saison 2, Episode 3) - 2008–2009: Worst Week: Pour le meilleur… et pour le pire!: David (Ronreaco Lee) (5 Episoden) - 2008–2010: Les Experts: Manhattan: Terrence Davis (Nelly) (4 Episoden) - 2009: The Philanthropist: Duane (Julian Joseph) (Episode 9) - 2010–2013: Treme: Delmond Lambreaux (Rob Brown) (38 Episoden) - 2011: Body of Proof: Carl Anders (Jarrett Alexander) (Saison 1, Episode 5) - 2012 / 2015: Esprits criminels: Harrison Scott jr. (Joseph H. Johnson Jr.) (Saison 8, Episode 7; Saison 10, Episode 12) - 2013: Mentalist: Officer Sam Chase (Pancho Demmings) (Saison 6, Episode 2) - 2013: Bones: Will Fuente (Tony Sancho) (Saison 9, Episode 9) - 2014: The Good Wife: Jim Lenard (Sheldon Best) (Saison 6, Episoden 1 & 2) - 2014: Fargo: Bill Budge (Keegan-Michael Key) (Saison 1) - 2014: Person of Interest: Ray (Luis Bordoy) (Saison 3, Episode 20) - 2014: Grimm: Clay Pittman (Arlen Escarpeta) (Saison 4, Episode 3) - 2014: The Millers: Fußballmoderator (Owiso Odera) (Saison 1, Episode 15) - 2014: Rush: Bossa Nova (Andra Fuller) - 2014: Forever: Fabian North (Cornelius Smith Jr.) (Episode 5) - 2014–2018: Harry Bosch: Inspektor Rondell Pierce (DaJuan Johnson) (54 Episoden) - 2015: Les Enquêtes de l’inspecteur Wallander: Mabasha (Lemogang Tsipa) (Saison 4, Episode 1) - 2015: Life in Pieces: Chad (Jordan Peele) (Saison 1) - 2015: Hand of God: Khalil Graham (Kendre Berry) (Saison 1) - 2015: Crazy Ex-Girlfriend: Nipsey Hussle (Saison 1, Episode 1) - 2015: NCIS: Nouvelle-Orléans: Kendrick Lewis (Lawrence Adimora) (Saison 2, Episode 6) - 2015: Code Black: James (Christopher Meyer) (Saison 1, Episode 6) - 2015: Major Crimes: Twizz (Jason Mitchell) (Saison 4, Episode 5) - 2015: Sense8: Githu (Lwanda Jawar) (Saison 1) - 2015–2016: Pretty Little Liars: Officer Lorenzo Calderon (Travis Winfrey) (Saison 6) - 2016: Beauty and the Beast: Alex Ellis (Mark Tallman) (Saison 4, Episode 9) - 2016: Quantico: Derrick (Jaa Smith-Johnson) (Saison 1, Episodes 14 & 15) - 2016: Killjoys: Arune Hyponia (Shamier Anderson) (Saison 2, Episode 8) - 2016: Ballers: Raheem Docket (Raheem Babalola) (Saison 2, Episode 3) - 2016: Good Girls Revolt: Keith (Reggie Watkins) (Episoden 2 & 3) - 2016: Insecure: Dr. Michael Peete (Brandon P. Bell) (Saison 1, Episodes 3 & 4); Jamal (D.K. Uzoukwu) (Saison 1, Episode 5) - 2016: Lady Dynamite: Kenny & Keith Lucas (Kenny et Keith Lucas) (Saison 1) - 2016: Racines: Tom (Sedale Threatt Jr.) (Miniserie) - 2016: The Night Of: Trevor Williams (J. D. Williams) (Miniserie) - 2016 / 2018: Lucifer: Emmet Toussant (Carlos Knight) (Saison 1, Episode 11); Patrick «Patou» Manning (Steven Daniel Brun) (Saison 3, Episode 17) - 2016 / 2019: New York, unité spéciale: Vincent Love (Wyclef Jean) (Saison 18, Episode 6); Banks (Snoop Dogg) (Saison 20, Episode 22) - 2017: MacGyver: Hasan (Sammi Rotibi) (Saison 1, Episode 12) - 2017: The Path: Samuel (Hubert Point-Du Jour) (Saison 2, Episode 5) - 2017: The Mist: Bryant Hunt / Jonah Dixon (Okezie Morro) - 2017: Prime Suspect 1973: Billy Myers (Samuel Adewunmi) (Episodes 1 & 2) - 2017: Guerrilla: Leroy (Brandon Scott) (Miniserie) - 2017: S.W.A.T.: Gerald Ewing (Taamu Wuya) (Saison 1, Episode 1) - 2017: The Royals: Prinz Sebastian Idrisi (Toby Sandeman) - 2017: Shooter: Kevin Campbell (Terrell Carter) (Saison 2) - 2017–2019 : Nola Darling n’en fait qu’à sa tête: Greer Childs (Cleo Anthony) (19 Episoden) - 2018: Sauvetage en mer de Timor: Matou (Pacharo Mzembe) (Miniserie) - 2018: Ozark: Amos (Philip Fornah) (Saison 2, Episode 8) - 2018–2022: Legacies: Kaleb Hawkins (Chris De’Sean Lee) (60 Episodes) - seit 2018: Les Feux de l’amour: Nathan «Nate» Hastings Jr. (Brooks Darnell; Sean Dominic) (543 Episode) - 2019: Dans leur regard: Kevin Richardson (Justin Cunningham) (Miniserie) - 2019: Watchmen: Marcus Abar (Anthony Hill) (Episode 7) - 2019: Trackers: Quinn Makebe (Thapelo Mokoena) - 2019: Pretty Little Liars: The Perfectionists: Mason Gregory (Noah Gray-Cabey) (9 Episoden) - 2019: It’s Bruno!: TJ (Omar Scroggins) (Miniserie) - 2019: Jett: Charles Junior (Gentry White) (9 Episoden) - 2019: The Fix: Inspektor Vincent North (Robbie Jones) (7 Episoden) - 2019–2021: Dickinson: Tod (Wiz Khalifa) (6 Episoden) - 2019–2021: See: Jerlamarel (Joshua Henry) (4 Episoden) - 2019–2023: Wu-Tang: An American Saga: Bobby Diggs / RZA (Ashton Sanders) (30 Episoden) - 2019–2023: Manifest: Adrian Shannon (Jared Grimes) (19 Episoden) - 2019–2023: Top Boy: Gerald «Sully» Sullivan (Kano) (25 Episoden) - seit 2019: All Rise: Luke Watkins (J. Alex Brinson) - 2020: Altered Carbon: Semetaire (Max Boateng) (Saison 2, Episoden 2 & 8) - 2020: Intimidation: Peter Ince (Yinka Awoni) (Miniserie) - 2020: ZeroZeroZero: Baylo (Dial Thiam) (Saison 1, Episode 4) - 2020: Criminal: UK Henry Regis, Anwalt von Danielle (Jyuddah Jaymes) (Saison 2, Episode 3) - 2020: Away: Kwesi Weisberg-Abban (Ato Essandoh) - 2020: Dave: Charlamagne tha God - 2020: I May Destroy You: Officer Tom (Kadiff Kirwan) (Miniserie) - 2020: We Are Who We Are: Craig Pratchett (Corey Knight) (Miniserie) - 2020: High Fidelity: Justin Kitt (Justin Silver) (Episoden 1 & 4) - 2020: Miracle Workers: Prinz Ya-Shayn (Zeke Nicholson) (Saison 2, Episode 3) - 2020: Small Axe: Leroy Logan (John Boyega) und Floyd (Dexter Flanders) (Miniserie) - 2020: #BlackAF: Kenya Barris (8 Episoden) - 2020–2021: Zoey et son incroyable playlist: Mo (Alex Newell) (25 Episoden) - seit 2020: P-Valley: Woddy (Bertram Williams Jr.) - 2021: The Underground Railroad: Royal (William Jackson Harper) (Miniserie) - 2021: Genius: Ted White (Malcolm Barrett) (Saison 3) - 2021: Eux: Junius Emory (J. Mallory McCree) (Saison 1, Episoden 2 & 3) - 2021: Clickbait: Curtis Hamilton (Motell Gyn Foster) (Miniserie) - 2021: Foundation: Raych Seldon (Alfred Enoch) (Saison 1, Episoden 1 & 2) - 2021: The Premise: Darren Williams (Jermaine Fowler) (Saison 1, Episode 1) - 2021: Helpsters: Trophy Tod - 2021: Black Lightning: Special Agent Kevin Mason (Jamal Akakpo) (Saison 4) - 2021–2022: 4400: Jharrel Mateo (Joseph David-Jones) (13 Episoden) - 2021–2022: Only Murders in the Building: Will Putnam (Ryan Broussard) (9 Episoden) - 2021–2023: The Nevers: Dr. Horatio Cousens (Zackary Momoh) (11 Episoden) - 2021–2023: La Roue du temps: Padan Fain (Johann Myers) (6 Episoden) - 2021–2023 : Loki: der, der bleibt / Kang der Eroberer (Jonathan Majors) (5 Episoden) - seit 2021: The Morning Show: RJ Smith (Choni Francis) - seit 2021: Mayor of Kingstown: P-Dog (Pha’rez Lass) - seit 2021: La Famille Upshaw: Duck (Page Kennedy) - seit 2021: BMF: Roland West (jung) (Yusef Thomas) (10 Episoden), Roland West (alt) (Ticarus Bunch) (Saison 1, Episode 1), Jay Mo (Holmes Lindsay IV) (Saison 1, Episoden 1–3), Que (Jermel Howard) (Saison 1, Episode 6), Curly (Jay Amir) (4 Episoden), Kiabu (Darius Devontaye Green) (Saison 2, Episoden 5 & 10) - 2022: Les Derniers Jours de Ptolemy Grey (Miniserie) - 2022: Gaslit: Frank Sturgis (Don DiPetta) (Miniserie) - 2022: Severance: Patton (Donald Webber Jr.) (3 Episoden) - 2022: You Don’t Know Me: Jamil Issa (Roger Nsengiyumva) (4 Episoden) - 2022: Dahmer – Monstre: L’Histoire de Jeffrey Dahmer: Christopher Scarver (Furly Mac) (Miniserie) - 2022: We Own This City: Jemell Rayam (Darrell Britt-Gibson) (Miniserie) - 2022: 61st Street: Moses (Tosin Cole) (Saison 1) - 2022: Crime et Justice: Nairobi: Kenneth Mumbi (Charles Ouda) (Saison 2, Episode 1) - 2022: Justice Served: Uhuru (Pallance Dladla) - 2022: Shining Girls: Marcus (Chris Chalk) - 2022: Angelyne: Bud Griffin (Antjuan Tobias) (Miniserie) - seit 2022: Bel-Air: Carlton Banks (Olly Sholotan) - seit 2022: Blood Psalms: Kommandant Lekoya (S’Dumo Mtshali) - seit 2022: Entretien avec un vampire: Louis de Pointe du Lac (Jacob Anderson) - 2023: Swarm: Khalid (Damson Idris) - 2023: Florida Man: Dunney (Paul Brian Johnson) (4 Episoden) - 2023: New York, crime organisé: Agent Curtis McCrary (Francois Battiste) (Saison 3) - 2023: What We Do in the Shadows: Hannibal (Hannibal Buress) (Saison 5, Episode 4) - 2023: Will Trent: Sam Laporte (Vince Swann) (Saison 1, Episode 9) - 2023: Bupkis: Jordan (Jordan Rock) (Saison 1, Episode 8) - 2023: Lessons in Chemistry: Charlie Sloane (Paul James) - 2023: Lawmen: L’Histoire de Bass Reeves: Jackson «Jackrabbit» Cole (Tosin Morohunfola) (Miniserie) - seit 2023: Chargés à bloc: Trunk (Terrence Terrell) - 2024: Masters of the Air: Leutnant Robert H. Daniels (Ncuti Gatwa) (Miniserie) - 2024: Un homme, un vrai: Roger White (Aml Ameen) (Miniserie) - 2024: La Voix du lac: Reggie Robinson (Josiah Cross) (Miniserie) - 2024: Skeleton Crew: Gunter (Jaleel White) |

#### Animationsserien
- 2007: Lascars: derjenige, der die Theorie der Pheromone erklärt (Saison 2, Episode 16 - La théorie des phéromones)
- 2016: Atomic Puppet: Oberster Maulwurf
- 2016: Lego Star Wars: L’aube de la Résistance: Finn
- 2017: Star Wars: Forces du destin: Finn
- 2017: Raiponce, la série: Lance Strongbow
- 2019: Trailer Park Boys: Cody und zusätzliche Stimmen
- 2019: Scooby-Doo et Compagnie: Chris Paul (Episode La Vengeance du monstre des Marais)
- 2019: Abraca: Sinbad
- 2020: F Is for Family: zusätzliche Stimmen
- 2021: What If...?: Erik Killmonger (Saison 1, Episodes 6 & 9)
- 2023: Kizazi Moto: Generation Fire: Cosmizi & Emcee
- 2023: Invincible: Theo (Saison 2, Episode 3)

### Videospiele
- 2009: La Princesse et la Grenouille
- 2014: Watch Dogs: Delford «Iraq» Wade
- 2015: Final Sky
- 2016: Lego Star Wars: Le Réveil de la Force: Finn
- 2017: Wolfenstein II: The New Colossus: Paris Jack
- 2017: Star Wars - Battlefront II: Finn
- 2018: Detroit: Become Human: Officer Chris Miller, Joseph Sheldon (Rezeptionist), Douglas Mitchell (Hotdogs-Verkäufer)
- 2018: FIFA 19
- 2018: World of Warcraft: Battle for Azeroth: Bugfixing
- 2022: The Dark Pictures Anthology: The Devil in Me: Mark Nestor
- 2024: Call of Duty: Black Ops 6

### Voix off
- HiPRO (2023)